# Jean Claessens
Jean Claessens (Anderlecht, 18 giugno 1908 – 19 dicembre 1978) è stato un calciatore belga, di ruolo centrocampista.

## Palmarès

### Club

#### Competizioni nazionali
- Campionato belga: 3

Union Saint-Gilloise: 1932-1933, 1933-1934, 1934-1935